# 11 Librae
11 Librae (11 Lib / HD 130952 / HR 5535) es una estrella en la constelación de Libra de magnitud aparente +4,93.
Se encuentra a una distancia aproximada de 216 años luz respecto al sistema solar.
11 Librae es una gigante amarilla de tipo espectral G8III con una temperatura efectiva de 4750 K.
Semejante a otras gigantes como Capella A (α Aurigae) o Vindemiatrix (ε Virginis), es 56 veces más luminosa que el Sol.
Tiene un radio 13 veces más grande que el radio solar, valor obtenido a partir de la medida directa de su diámetro angular —1,38 milisegundos de arco—.
Su masa es aproximadamente un 85% mayor que la del Sol, no existiendo consenso sobre su edad; una fuente señala una edad de 1260 millones de años, mientras que otra la atribuye una edad considerablemente superior de ~ 5000 millones de años.
Su metalicidad es inferior a la del Sol, con una abundancia relativa de hierro entre el 40 y el 47% de la existente en nuestra estrella; por el contrario, los valores de nitrógeno y oxígeno son comparables a los solares.
Puede ser una estrella del disco grueso —a diferencia del Sol, estrella del disco fino—, llevándola su órbita galáctica a una distancia máxima de 0,70 kilopársecs respecto al plano de la Vía Láctea.